# Cynortellula bimaculata
Genre
Espèce
Cynortellula bimaculata, unique représentant du genre Cynortellula, est une espèce d'opilions laniatores de la famille des Cosmetidae.

## Distribution
Cette espèce se rencontre en Équateur et au Pérou.

## Description
L'holotype mesure 5 mm.

## Publication originale
- Roewer, 1925 : « Opilioniden aus Süd-Amerika. » Bollettino dei Musei di Zoologia e di Anatomia Comparata della Reale Università di Torino, vol. 40, p. 1–34.